# Altocamet
Altocamet es una banda de música argentina formada en 1995 en Mar del Plata, partido de General Pueyrredón. Conjugan pop, rock y electrónica a través de letras íntimas y evocativas. Han compartido escenario con Gustavo Cerati, Babasónicos, Andy Rourke, Robin Guthrie, Slowdive, DIIV, Drab Majesty, Wild Nothing y Asobi Seksu.
También han tocado en diversos festivales en la última década, como el Nokia Trends, Creamfields, Mardelpop, Primavera Alternativa junto a Sonic Youth y Sean Lennon, y han llevado su música a través de diferentes escenarios en la Argentina, y otros países de Latinoamérica.

## Trayectoria
En 1995, empezaron como trío acústico formado por Adrian “Canu” Valenzuela en guitarra y voz, Guillermo Piacenza en bajo y Pedro Moscuzza en batería. Con canciones que ya delineaban las intenciones de sus integrantes, letras poéticas e influencias de nuevos ritmos más enfocados en el groove, sumaron a Waldo Trubiano en secuencias y percusión y a Claudio Paz como violinista invitado.
Con los primeros conciertos iniciaron el camino de la banda. Entre las primeras canciones se destacaron Electric Sushi – que su versión demo fue el primer videoclip del grupo- y los inéditos Paloma, Rubíes y Noches.
En 1998 se define su nueva formación con la llegada de Mariana Monjeau en teclados, Rubén Kain en bajo y sintetizadores y Guillermo Piacenza alternando bajo y guitarra eléctrica. Veladabristolcasino, fue su primer álbum producido por Altocamet y Julian Sanza, considerado por la prensa especializada y el público como una pieza clave para la escena de pop y electrónica de fines de los 90. 
El disco se presentó oficialmente en el Teatro Colon de la ciudad de Mar del Plata, con Trineo y Dj Rorro como invitados especiales. Este trabajo combina canciones intimistas con sonidos electrónicos y ritmos de trip hop y drum & bass, donde se destacan Astordico como una de las primeras composiciones de tango electrónico moderno, en un homenaje al músico Astor Piazzola. 
La canción "Pasión descalza" -luego remixada por la propia banda en una versión house - fue editada internacionalmente por el sello Shinichi propiedad de los dj's Deep Dish. La edición en vinilo doble incluye remixes de Hernán Cattáneo y Swayzak.
Se realizaron los videoclips de Tilos Diagonales dirigido por Martin Pels, Storni Drive dirigido por Ariel Ajdelman. Pasión Descalza - dirigido por Cecilia Amenábar - fue presentado con un concierto en la disco marplatense Sobremonte, en un evento recordado como "la primera transmisión desde la ciudad de un show de rock a través de Internet".

## Discografía LP y EP
1. Velada Bristol Casino (LP) / 1998
2. "Astordisco" (sencillo de 12") / 1999
3. "Pasión descalza" (Maxisencillo de 12") / 2000
4. "Valeria del Mar" (Maxisencillo de 12") / 2001
5. Manzana de metal (EP) / 2001
6. Manzana de metal Remix (EP) / 2003
7. En el Parque (EP) / 2006
8. En el Parque Remix (EP) / 2007
9. Mitad del viento (LP) / 2007
10. "Una costumbre menos" (Sencillo de 7") / 2008
11. Mitad del viento Remix (LP) / 2009
12. "Mitad del viento Remix" (Maxi 12") / 2009
13. Dulce calor (LP) / 2010
14. Manzana de metal (Reedición / EP 12") / 2012
15. Velada Bristol Casino (Remasterizado / LP) / 2012
16. "Dulce calor" (sencillo de 10") / 2012
17. Dulce calor Remix (LP) / 2013
18. "Dulce calor" Remix (sencillo de 7") / 2013
19. Más allá (LP) / 2014
20. Nada es exacto salvo la medida de los sueños (CD + DVD) / 2015
21. Tensión eléctrica DJ Sneak Remixes (12") / 2016
22. El ascensor Outtakes + Remixes (EP) / 2017
23. "Glaciar" (sencillo de 7") / 2017
24. Atrapando rayos (LP) / 2017
25. "Prohibición" (sencillo de 7") / 2020
26. Part Time Punks Sessions (EP) / 2021
27. "Surfista nocturno" (sencillo de 7") / 2021
28. Surfista nocturno (LP) / 2021
29. "Drab Majesty" Remixes (sencillo de 12") / 2022
30. "Robin Guthrie" Remixes (sencillo de 12") / 2022

## Premios y reconocimientos
- Reconocimiento a la trayectoria artística otorgado por el Concejo Deliberante del Partido de Gral. Pueyrredón.[3]
- Premios Carlos Gardel 2008 En el Parque Remixes A8 - Mejor álbum remixes.[4]
- Premios Carlos Gardel 2009 Mitad del viento A7 - Mejor álbum música electrónica.[5]
- Premios Carlos Gardel 2010 Mitad del viento Remixes A26 - Mejor álbum conceptual.[6]
- Premios Carlos Gardel 2011 Dulce calor A7 - Mejor álbum música electrónica.[7]